# Трој Пина
Трој Пина (порт. Troy Pina; Сиконк, 4. фебруар 1999) зеленортски је пливач чија специјалност су спринтерске трке делфин стилом. 

## Спортска каријера
Пина је пливањем почео да се бави у родном Сиконку у Масачусетсу, прво наступајући за школски пливачки тим, а потом и за пливачку екипу Универзитета Сент Питерс. Како су његови родитељи пореклом са Зеленортских Острва, Пина је одлучио да се на међународној сцени такмичи под заставом те земље. 
Међународни деби је имао на светском првенству у малим базенима у Хангџоуу 2018. где се такмичио у тркама на 50 метара делфин (76) и 100 делфин (65. место). 
На светским првенствима у великим базенима дебитовао је у корејском Квангџуу 2019. где је учествовао у квалификационим тркама на 50 делфин (75. место) и 50 слободно (105. место).